# Lupanar (Pompeji)

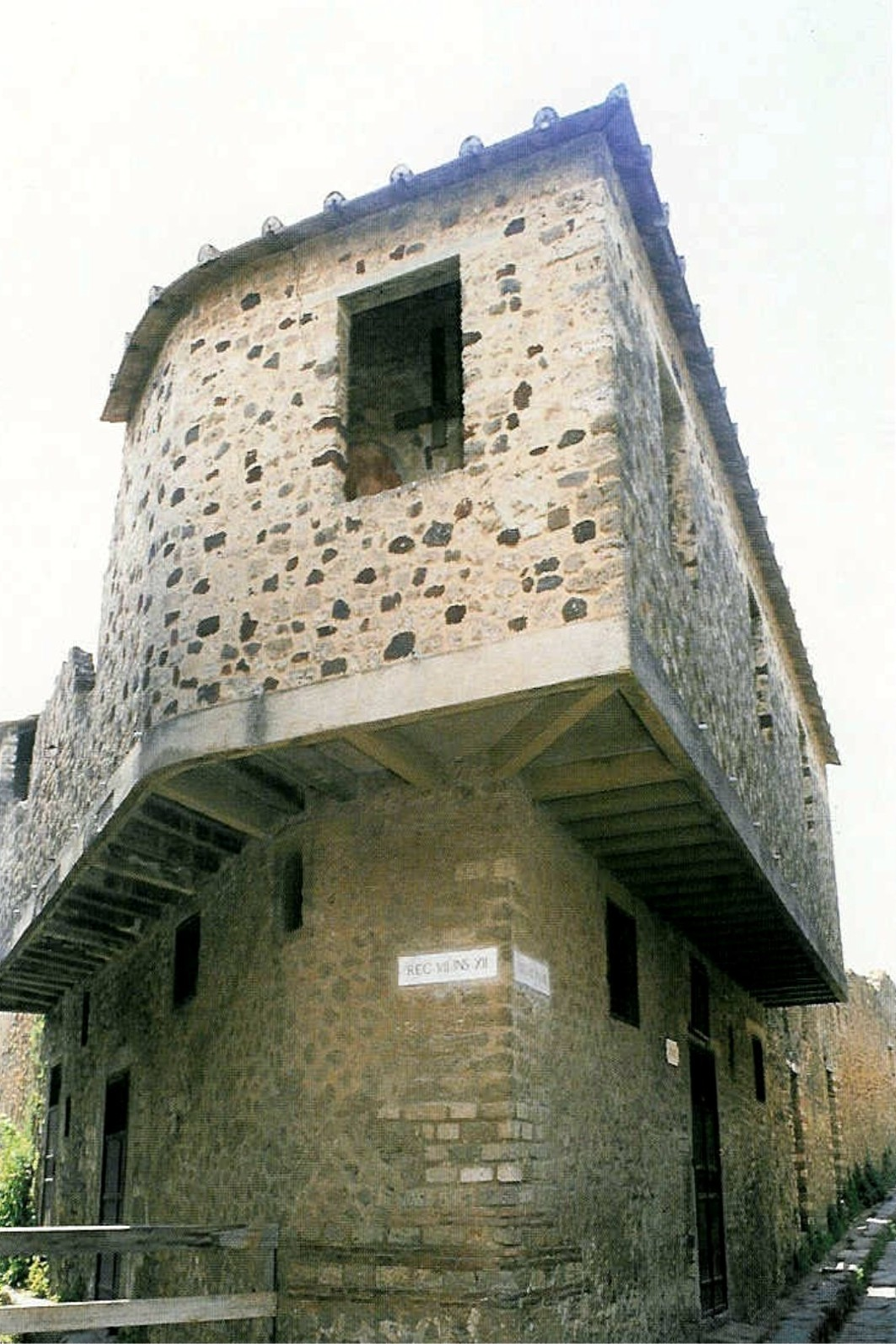
Außenansicht von der Straßenkreuzung

Das Lupanar (Regio VII, 12, 18) ist ein im antiken Pompeji archäologisch erschlossenes und zugänglich gemachtes ehemaliges Bordell. Es wurde 1862 entdeckt und ausgegraben.

## Beschreibung
Das Gebäude liegt an einer Kreuzung von Nebenstraßen, wie viele der anderen vorgefundenen Einrichtungen dieser Art in Pompeji. Die Besonderheit dieses Etablissements ist, dass es als einziges wohl von Anfang an ausschließlich für seinen Zweck, die Ausübung der Prostitution, errichtet wurde. In einer Reihe von Schänken wurden ebenfalls sexuelle Dienstleistungen angeboten, zumeist in einem oder zwei Hinterzimmern oder im Obergeschoss. Beispiele dafür sind die Caupona des Soterius (Regio I, 12, 3), eine Caupona mit Wohnung (Regio I, 10, 2) oder die Caupona der Asellina (Regio IX, 11,2). In letzterer wurde, wie oft, auch Wahlwerbung für Kandidaten politischer Ämter betrieben. Ein weiteres Bordell, in einem eigenen Haus, kann die Casa degli Amanti gewesen sein.
Da der Verputz des Gebäudes in einer Zelle Abdrücke von eingedrückten Münzen der entsprechenden Zeit zeigte, wird darauf geschlossen, dass das Haus nach 72 n. Chr. wohl grundlegend erneuert wurde.
Das Gebäude ist zweistöckig errichtet, es hat im Untergeschoss fünf Zellen und eine Latrine sowie im Obergeschoss abermals fünf weitere Zellen. Im Inneren führte eine hölzerne Treppe zum Obergeschoss, die Zellen sind vom umlaufenden und überkragenden Balkon aus erreichbar. Das Haus hat zwei Eingänge, Nr. 18 und 19. Die Zellen waren jeweils durch eine Holztür abschließbar.

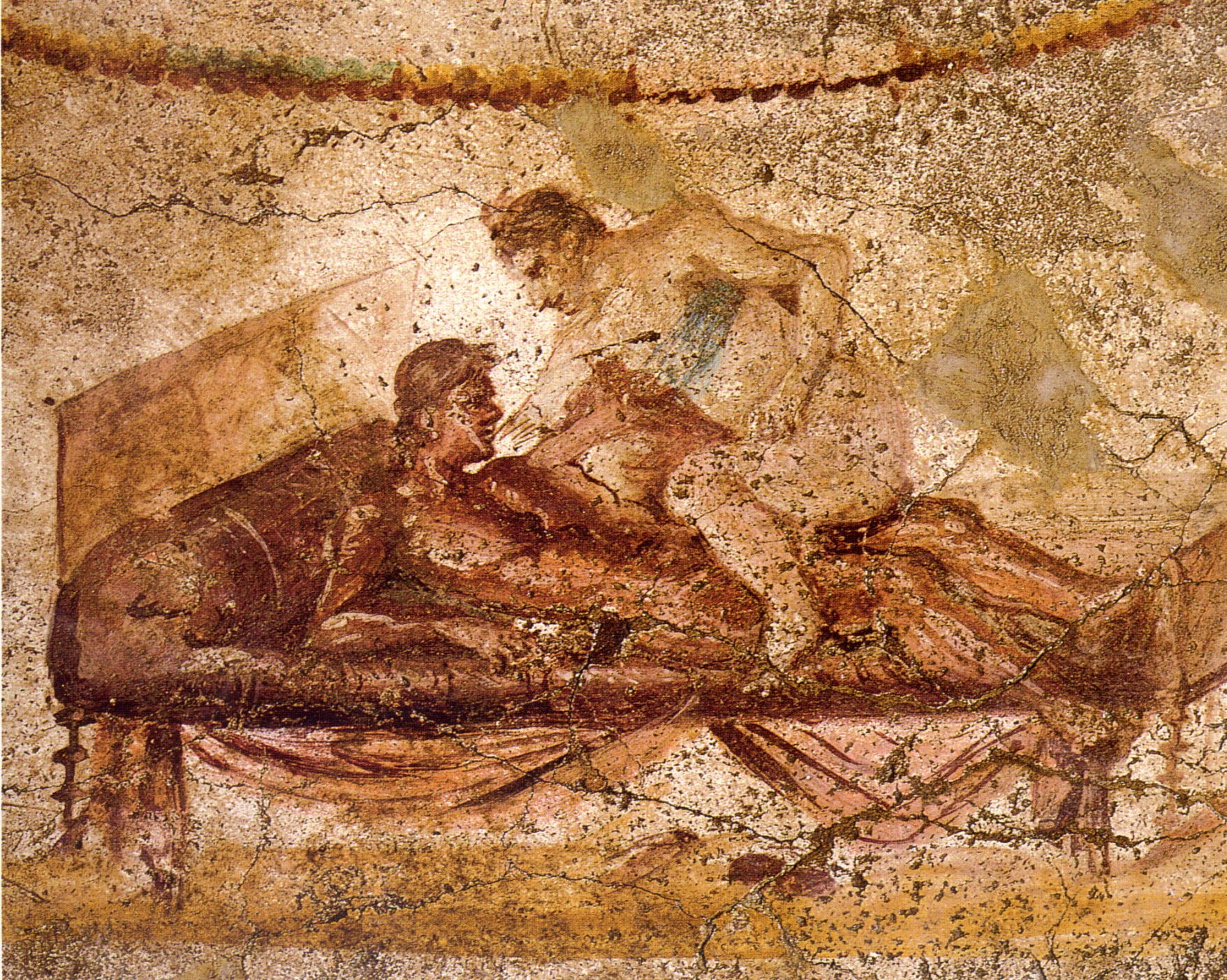
Eines der erotischen Fresken aus dem Lupanar

Jede Zelle war mit einem kurzen, gemauerten Bett mit Kopfteil versehen, darauf wurde eine Matratze gelegt. Die zahlreichen, in fast jedem Raum gefundenen erotischen Fresken zeigen die Arten des hier damals käuflichen Liebesspiels. Eine Reihe der Darstellungen befinden sich nicht mehr am Ort, sondern im Archäologischen Nationalmuseum in Neapel, wo sie noch bis in die 1970er Jahre in einer Geheimkollektion, dem Publikum nicht zugänglich, aufbewahrt wurden.
Es wurden etwa 120 Inschriften im und am Gebäude gefunden, was auf die hohe Besucherfrequenz des Hauses hindeutet. Die Graffiti sind dem Inhalt nach recht eindeutig, so heißt es: hic eg(o) puellas multas futui („hier habe ich viele Mädchen gefickt“) oder Murtis bene / fel(l)as („Myrte, du bläst gut“). Es wurden auch Inschriften der Prostituierten selbst gefunden, als Beispiel: fututa sum hic („hier wurde ich gefickt“). Eine Reihe von Namen der hier tätigen Mädchen und Frauen ist bekannt, etwa die Hälfte trug griechische Vornamen, was aber nicht unbedingt auf deren Herkunft schließen lässt.
Im Haus selbst scheinen nicht nur weibliche Prostituierte tätig gewesen zu sein, eine Inschrift dazu: pedicare volo („ich suche einen Knaben“).
Der durchschnittliche Preis waren zwei Asse, aber auch je nach Leistung bis zu 16 Asse. Bereits in der Antike waren Geschlechtskrankheiten bekannt, wenn auch selten: Destillatio me tenet („Der Tripper hat mich erwischt“).
Das Gebäude und die Fresken wurden letztmals von 2004 bis 2006 für etwa 200.000 Euro restauriert.